# ضاضة المنصب (الوضيع)
ضاضة المنصب هي إحدى قرى عزلة  الوضيع بمديرية الوضيع التابعة لمحافظة أبين، بلغ تعداد سكانها 75 نسمة حسب تعداد اليمن لعام 2004.